# بطباط كاليفورني
البَطباط الكاليفورني نوع نباتي يتبع جنس البَطباط من الفصيلة البطباطية.

## الموئل والانتشار
موطنه الساحل الغربي الولايات المتحدة.